# Cuasedós de Taveuni
El cuasedós de Taveuni (Lamprolia victoriae) és un ocell de la família dels ripidúrids (Rhipiduridae).

## Hàbitat i distribució
Habita els boscos humits de les muntanyes de l'illa de Taveuni, a les Fiji.